# Maria Cristina Pacifici
Maria Cristina Pacifici (Roma, 5 agosto 1945) è un'ex nuotatrice italiana.

## Biografia

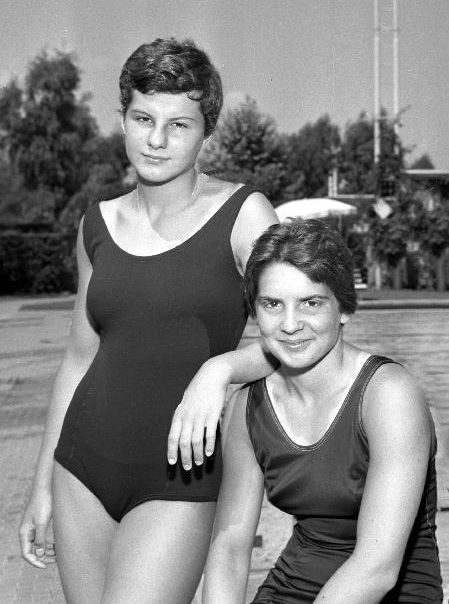
Maria Cristina Pacifici (a sinistra) con Paola Saini nel 1960

All'età di 15 anni ha rappresentato l'Italia ai Giochi olimpici di Roma 1960, nei 100 m stile libero, uscendo in batteria, 5ª con il tempo di 1'07"1, e nella staffetta 4x100 m stile libero con Daniela Beneck, Anna Maria Cecchi, Rosanna Contardo e Paola Saini, arrivando 4ª in batteria con il tempo di 4'31"8, qualificandosi alla finale, e terminandola al 7º posto in 4'26"8.
Quattro anni dopo, a 19 anni, ha preso di nuovo parte alle Olimpiadi, quelle di Tokyo 1964, nella staffetta 4x100 m stile libero con Daniela Beneck, Mara Sacchi e Paola Saini, arrivando 4ª in batteria con il tempo di 4'15"0, qualificandosi alla finale, e terminandola all'8º posto in 4'17"2.
Ha detenuto per 2 volte il record italiano nei 100 m stile libero, con i tempi di 1'08"4 e 1'07"7, ottenuti entrambi nel 1959 e migliorati entrambe le volte da Paola Saini, rispettivamente nel 1959 e 1960. 
In carriera ha preso parte anche agli europei di Lipsia 1962.